# 민나자스말
민나자스말(Najas marina)은 자라풀과의 한해살이풀이다.

## 특징
한해살이풀로서 줄기의 높이는 30-60cm 정도이다. 줄기의 아래쪽 마디로부터 가는 뿌리가 나온다. 잎은 길이 3-6cm, 폭 2-3mm 정도로 마주난다. 잎집은 가장자리가 매끈하다. 암수딴그루로, 열매는 타원형인데 그 길이는 4-6mm 정도이다.

## 변종 및 아종
다양한 변종과 아종이 존재한다. 9종이 널리 인정되고 있다.
- Najas marina subsp. arsenariensis (Maire) L.Triest - 알제리
- Najas marina var. brachycarpa Trautv. - 중국, 카자흐스탄
- Najas marina subsp. commersonii L.Triest - 마다가스카르섬, 모리셔스, 레위니옹
- Najas marina var. grossidentata Rendle - 한국, 만주
- Najas marina var. intermedia (Wolfg. ex Gorski) Rendle - 스페인, 시칠리아, 아프리카, 중동, 중국, 스리랑카
- Najas marina var. marina
- Najas marina subsp. marina
- Najas marina subsp. sumatrana (W.J.de Wilde) L.Triest - 수마트라섬
- Najas marina var. zollingeri Rendle - 발리섬